# Route nationale 94 (France)
Pour les articles homonymes, voir Route nationale 94.
La route nationale 94, ou RN 94, est une route nationale française reliant Gap à Montgenèvre, sur la frontière italienne. Elle constitue un axe de communication vital pour la desserte de la haute Durance.
De sa création en 1824 à la première réforme des routes nationales de 1972, la route nationale 94 partait de Pont-Saint-Esprit et desservait Bollène, le sud du département de la Drôme (Nyons), Serres et Veynes, avant de continuer au-delà de Gap. Elle a été déclassée dans son intégralité à l'ouest de Gap ; une courte section à l'ouest de Bollène a été reclassée route nationale 86.

## Histoire

### Création de la route
À sa création en 1824, la route royale no 94 est définie « de Pont-Saint-Esprit à Briançon et en Piémont » et traverse quatre départements : le Gard (Pont-Saint-Esprit), le Vaucluse (Bollène), la Drôme (« Suse, Nions, Ville-Perdrix ») et les Hautes-Alpes (« Rosans, Serres, Veyne, Gap, Chorges, Embrun, Mont-Dauphin, tout près de l'Argentière [actuellement L'Argentière-la-Bessée], Briançon, Montgenèvre »). Elle succède à la route impériale no 113, créée par un décret du 16 décembre 1811. Sa dénomination est identique dans la nomenclature des routes nationales de 1933 consécutive au classement de 40 000 km de routes départementales et communales dans le domaine routier national.

### Construction du barrage de Serre-Ponçon et modification du tracé
La construction du barrage de Serre-Ponçon a entraîné la modification du tracé de la RN 94 entre Chorges et Embrun. Cette route a été rétablie sur une quinzaine de kilomètres, sur une plate-forme pour partie commune avec la voie ferrée (ligne de Veynes à Briançon, elle-même dévoyée) établie par EDF, entre Chorges et la gare de Savines-le-Lac où la route franchit le pont de Savines pour se diriger vers le nouveau village et se raccorder à l'ancien tracé au cône de Boscodon. Toutefois depuis la sortie de Chorges en direction d'Embrun, la nouvelle route emprunte en grande partie l'ancienne plate-forme du tracé secondaire de la RN 94C, sur environ 1 800 mètres.

### Déclassement de la section de Pont-Saint-Esprit à Gap
La réforme de 1972 a entraîné le transfert de la section de Pont-Saint-Esprit à Gap aux départements du Gard (avec effet au 1er janvier 1973), du Vaucluse (au 1er mars 1974), de la Drôme (au 1er février 1973) et des Hautes-Alpes (au 1er avril 1973 entre le carrefour avec la RN 75 à Serres et la RN 537A à l'est de Veynes, au 1er janvier 1974 entre cette intersection et Gap, puis au 1er janvier 1976 entre la limite avec la Drôme et la RN 75 à Serres). Elle devient la RD 994 dans le Gard, le Vaucluse et les Hautes-Alpes et la RD 94 dans la Drôme.
Le décret no 2005-1499 du 5 décembre 2005 conserve la section de Gap (route nationale 85) à Montgenèvre (frontière italienne) dans le réseau routier national. Une partie de la RN 94 déclassée entre Pont-Saint-Esprit et Lamotte-du-Rhône (RN 7) a été reclassée dans le domaine routier national (route nationale 86).

### Délaissés
Au sud de Chorges, l'ancienne RN94 a été incorporée pour partie à la route départementale no 3. À partir du dévoiement de la route imposé par l'établissement du lac de Serre-Ponçon, l'ancienne plate-forme routière est devenue un simple chemin qui plonge dans les eaux du lac.

### Modernisation
La déviation d'Embrun, dont les travaux ont commencé en été 2002, a été mise en service le 20 décembre 2007. Longue de cinq kilomètres, elle comprend un créneau de dépassement, deux carrefours giratoires et onze ouvrages d'art dont un franchissant la Durance, de 250 m de long. Au nord, cette nouvelle section est reliée par un giratoire au carrefour entre la déviation de Châteauroux-les-Alpes, qui contourne le village sur environ 4,7 kilomètres. L'ancienne RN94 dans Châteauroux a été reclassée en route départementale 994h.

## Rôle et exploitation

### Une route essentielle pour la desserte de la haute vallée de la Durance
La route est « un axe de communication vital pour la vallée de la haute Durance » (Embrunais, Pays des Écrins, Briançonnais), mais également les vallées du Guil (Queyras, en amont de Guillestre) et de l'Ubaye (vers Barcelonnette). Tout le trafic passe par cette vallée lorsque le col du Lautaret (par la route nationale 91, déclassée depuis en route départementale 1091) est fermé.

### Exploitation
Lors de la constitution des directions interdépartementales des Routes (DIR) en 2006, les sections suivantes de la route nationale 94 sont gérées par la DIR Méditerranée :
- la section comprise entre la route nationale 85 à Gap et la frontière italienne à Montgenèvre ;
- les routes départementales 994F (dans le Gard) et 994D (dans le Vaucluse), correspondant à la déviation sud-est de Pont-Saint-Esprit, entre la route nationale 86 au sud de la commune gardoise et la route nationale 7 à l'ouest de Bollène, classées dans le domaine routier national.

Les autres sections, déclassées, sont gérées par les conseils départementaux.

## Tracé

### De Pont-Saint-Esprit à Gap

#### De Pont-Saint-Esprit à Nyons
La route commence à l'intersection avec l'ancienne route nationale 86 (déclassée depuis en route départementale 6086) à Pont-Saint-Esprit. Elle franchit le fleuve Rhône à la sortie est (pont du Saint-Esprit) et croise la route nationale 7 puis l'autoroute A7. Elle traverse ensuite la Drôme provençale en s'éloignant de la vallée du Rhône avant de rejoindre Nyons, dont la route constitue une des principales dessertes de l'agglomération avec la RD 538.
Les communes et lieux-dits traversés sont :
- Pont-Saint-Esprit (km 0) ;
- Le Bout du Pont, commune de Lamotte-du-Rhône ;
- Lamotte-du-Rhône ;
- Bollène (km 10) ;
- Suze-la-Rousse (km 18) ;
- Tulette (km 27) ;
- Saint-Maurice-sur-Eygues (km 34) ;
- Nyons (km 46).

#### De Nyons à Serres
De Nyons à Verclause, la route remonte la vallée de l'Eygues.
Les communes et lieux-dits traversés sont :
- Aubres (km 50) ;
- Les Pilles (km 53) (et D 94b) ;
- Curnier ;
- Sahune (km 62) ;
- Villeperdrix ;
- Rémuzat ;
- Pelonne ;
- Verclause (km 82) ;
- Rosans (km 86) ;
- Moydans (km 90) ;
- Ribeyret ;
- col de la Saulce ;
- L'Épine (km 101) ;
- Montclus (km 107) ;
- Serres (km 109).

#### De Serres à Gap
Les communes et lieux-dits traversés sont :
- La Garenne, commune de La Bâtie-Montsaléon ;
- Le Comte, commune de La Bâtie-Montsaléon ;
- Le Petit Chabestan, commune de Chabestan ;
- Veynes (km 125) ;
- La Roche-des-Arnauds (km 136) ;
- La Freissinouse ;
- Gap.

### De Gap à Montgenèvre

#### De Gap à Embrun
Les communes et lieux-dits traversés sont :
- Gap (km 152) ;
- Pont Sarrazin, commune de La Rochette ;
- La Bâtie-Neuve (km 162) ;
- Montgardin ;
- Chorges (km 169) ;
- Savines-le-Lac (km 181) ;
- Crots ;
- Embrun (km 191).

#### D'Embrun à Briançon

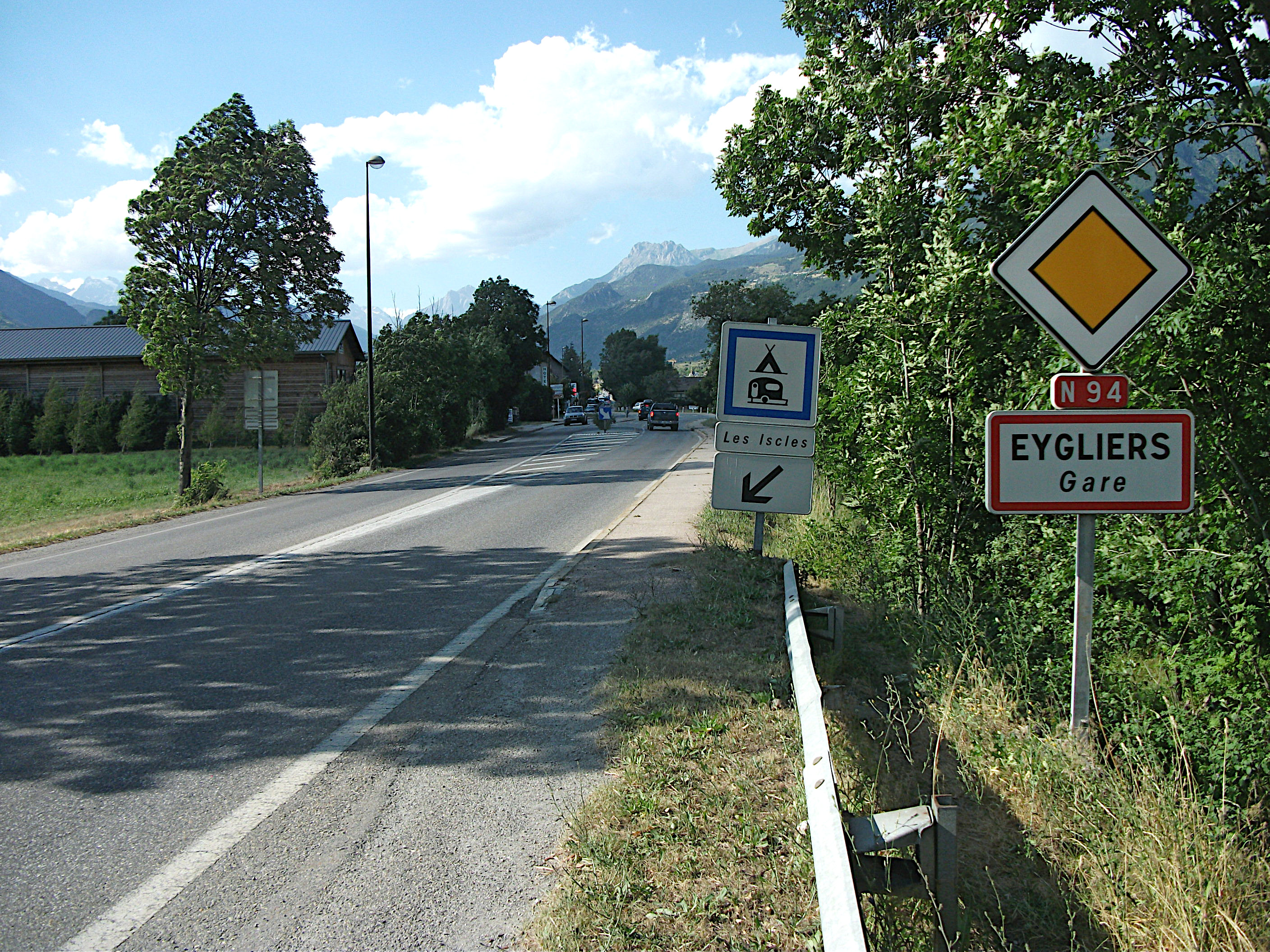
La RN 94 à Eygliers-Gare, en direction de Briançon, en 2016.

À partir d'Embrun, la route entre dans la vallée de la haute Durance. Les villages situés le long de la vallée se sont déplacés vers cet axe pour des raisons commerciales. Quasiment tous les villages sont déviés (Châteauroux-les-Alpes, Saint-Martin-de-Queyrières dans les années 1990, Saint-Blaise et Chamandrin peu avant Briançon entre 1998 et 2000), sauf Saint-Clément-sur-Durance et La Roche-de-Rame, cette dernière attendant toujours sa déviation.
Les communes et lieux-dits traversés sont :
- Châteauroux-les-Alpes (contournée) ;
- Saint-Clément-sur-Durance ;
- Eygliers-Gare (km 208) ;
- Saint-Crépin ;
- La Roche-de-Rame ;
- L'Argentière-la-Bessée (km 222) ;
- Saint-Martin-de-Queyrières ;
- Villar-Saint-Pancrace ;
- Briançon (km 237).

#### De Briançon à la frontière italienne
La route poursuit son ascension vers le col de Montgenèvre (450 m de dénivelé entre les Alberts et la commune de Montgenèvre). Son étroitesse et sa sinuosité empêchent toute amélioration de son tracé.
Cette section terminale traverse une commune avant la frontière :
- Montgenèvre (km 252) ;
- Italie SS24.

### Antennes
La route nationale 94 possédait plusieurs antennes :
- la RN 94A, « annexe de la Beaumette à Aspres-sur-Buëch[2] » : déclassée RD 994A ;
- la RN 94B, « annexe de Veynes au pont de la Dame[2] » : déclassée RD 994B ;
- la RN 94C, « annexe de Chorges à Savine[2] » : cette route reliait La Couche à Chorges, elle est désormais noyée par la mise en eau du lac de Serre-Ponçon[15] ;
- la RN 94D, « annexe d'Embrun à Guillestre[2] » : déclassée RD 994D ;
- la RN 94E, « annexe de l'Argentière à Ailefroide[2] » : déclassée RD 994E ;
- la RN 94F, « annexe de Briançon (Sainte-Catherine) à Saint-Chaffray[2] » ;
- la RN 94G, « annexe de Briançon à Névache[2] » : déclassée RD 994G.

## Trafic
Certaines sections déclassées sont classées route à grande circulation par le décret no 2010-578 du 31 mai 2010 modifiant le décret no 2009-615 du 3 juin 2009 :
- dans le Gard : entre la RD 6086 à Pont-Saint-Esprit et la limite du département de Vaucluse[16] ;
- dans le Vaucluse : entre Lamotte-du-Rhône et la RN 86 à Mondragon et à Bollène entre la D 26 à Bollène et la N 86 La Croisière puis entre l'avenue Salvador-Allende et la route de Rochegude[17] ;
- dans la Drôme : sur le tronc commun avec la RD 576 à Tulette[18] ;
- dans les Hautes-Alpes : entre la RD 1075 à La Bâtie-Montsaléon et la RN 85 à Gap[19].

## Ouvrages d'art
- Pont du Riou Bourdou, entre Prunières et Savines-le-Lac. Construit entre 1958 et 1960, l'ouvrage, long de 226 m est composé de trois piles et de quatre travées (deux centrales et deux de rive). Il fait l'objet de travaux de réhabilitation de 2022 à 2025 sous maîtrise d'ouvrage de la Direction interdépartementale des Routes (DIR) Méditerranée[20].
- Pont de Savines, à Savines-le-Lac.
- Pont du Couleau, entre Châteauroux-les-Alpes et Saint-Clément-sur-Durance. Construit en 1933, cet ouvrage métallique de type poutre treillis avec hourdis béton, franchissant le Couleau, affluent de la Durance, a nécessité des travaux de réhabilitation en 2020 sous maîtrise d'ouvrage de la DIR Méditerranée[21].
- Pont des Rouyes, à L'Argentière-la-Bessée. La route traverse une commune soumise au risque naturel « lave torrentielle », identifié pour plusieurs ruisseaux dont le torrent des Rouyes, qui franchit la route nationale au moyen d'un ouvrage sous-dimensionné. Des travaux, menés entre 2021 et 2022, ont consisté à démolir puis reconstruire l'ouvrage afin de faciliter l'écoulement du torrent en cas de phénomènes exceptionnels[22].